# Kim Raver
Kimberly Jayne "Kim" Raver (* 15. března 1969, New York, USA) je americká herečka. Nejvíce známou se stala díky mnoha svým rolím v televizních seriálech: ztvárnila Kim Zambrano v  Třetí hlídce, Audrey Raines v seriálu 24 hodin, Nico Reilly v Džungli rtěnek a nejvíce je známá díky své roli doktorky Teddy Altmanové v americkém seriálu Chirurgové.

## Biografie

### Osobní život
Byla vychována matkou, Tinou Raver, a nevlastním otcem, Chrisem Meltesenem, v New Yorku. Má jednu vlastní sestru Cybele, tři nevlastní sestry Nadju, Grace, Aimée a dva nevlastní bratry Jacoba a Williama. Po vystudování umění na Bostonské univerzitě pokračovala ve studiích divadla v rodném New Yorku. Hovoří plynně francouzsky a německy. Její matka byla Němka, díky tomu se s němčinou setkávala prakticky celé své dětství.

### Kariéra
Na počátku své profesionální herecké kariéry si zahrála v několika televizních reklamách, například pro společnosti Visa a Jeep. Její první výraznou rolí se v roce 1995 stalo představení Holiday, režiséra Philipa Barryho v broadwayském divadle. Hrála také ve filmu Vyšší zájem s Al Pacinem. Zlom v její kariéře nastal až v roce 1999 se seriálem Třetí hlídka. Objevila se v 63 epizodách a její postava, záchranářka Kim, patřila mezi nejoblíbenější postavy. Možná i díky tomu si seriál držel sledovanost kolem 11 milionů diváků. Na konci páté řady seriál opustila kvůli roli v seriálu 24 hodin (2004-2007). Sledovanost 4.až 6. řady, kde měla jednu z hlavních rolí, se držela na 13 miliónech diváků. V lednu 2002 krátce také ztvárnila roli Nicole Walker v seriálu Dny našeho života.
Během podzimu 2006 účinkovala v televizním seriálu Devět rukojmí televizní společnosti ABC. Přestože seriál obdržel kladné hodnocení kritiků, neměl příliš dobrou sledovanost a proto byl zrušen.
V 6. sezóně seriálu 24 hodin se vrátila postava Audrey Raines, kterou ztvárňovala právě Kim. Tato sezóna byla pro seriál 24 hodin konečnou.
Do seriálu Chirurgové se připojila v šesté řadě jako Dr. Teddy Altman. Ztvárňuje zde postavu lékařky sloužící na kardiochirurgii, která sloužila v Iráku s Dr. Owenem Huntem, na jehož doporučení byla přijata do nemocnice.Dne 18. května 2012 oznámila producentka seriálu Chirurgové, Shonda Rhimes, že se společně s Raver dohodly na odchodu ze seriálu, ve kterém Raver působila 3 řady. "Vím, že finále této série připravilo pro fanoušky hned několik překvapení a odchod Kim Raver bylo jedno z těch větších. Ale Kim již byla připravená dát Teddy Altman hodně potřebnou dovolenou. Bylo to pro mě velké potěšení pracovat s někým tak moc talentovaným a vtipným jako je Kim; každému se po ní bude strašlivě stýskat. Ráda si představuji, že Teddy je stále někde kolem a rozjíždí novou kariéru v Army Medical Command a buduje nový život." Když toto oznámení o jejím odchodu vyplulo na povrch, Raver napsala na svůj Twitter, "Spolupráce se Shondou [Rhimes], Betsy [Beers] a nejlepším hereckým obsazením bylo jedno z nejkrásnějších období mé herecké kariéry. Cítím se velmi šťastná a poctěná, že jsem mohla pracovat s tak úžasným týmem GA [Grey's Anatomy]. Bude se mi po všech moc stýskat!! A vy, fanoušci Chirurgů, jste váleli! Jsem si jistá, že 9. série bude skvělá!
V roce 2014 získala roli Audrey Bourdreau v seriálu 24 hodin: Dnes neumírej . O rok později si zahrála menší roli v seriálu Sběratelé kostí. V roce 2017 se připojila k páté řadě seriálu Ray Donovan a také se vrátila do čtrnácté řady seriálu Chirurgové. Ten samý rok byla obsazena do vedlejší role Andrey Frost ve druhé řadě seriálu Prezident v pořadí. V patnácté řadě seriálu Chirurgové byla její role opět brána za hlavní.

## Osobní život
Společně se svým manželem, Manuelem Boyerem, má dva syny: Lukea West Boyera (narozen v roce 2002) a Lea Boyera (2007). Její syn Leo Kiplin Boyer se narodil 9. října 2007 v New Yorku, kde Raver natáčela seriál Džungle rtěnek.

## Filmografie

### Film
| Rok  | Název                          | Role                  | Poznámky |
| ---- | ------------------------------ | --------------------- | -------- |
| 2002 | Martin & Orloff                | Kashia                |          |
| 2004 | Mind the Gap                   | Vicki Walters         |          |
| 2005 | Keep Your Distance             | Susan Dailey          |          |
| 2006 | Noc v muzeu                    | Erica Daley           |          |
| 2007 | Prisoner                       | Renee                 |          |
| 2018 | Marvel Rising: Secret Warriors | kapitán Marvel (hlas) |          |
| 2019 | Marvel Rising: Operation Shuri | kapitán Marvel (hlas) |          |

### Televize
| Rok                   | Název                            | Role                                | Poznámky                                                           |
| --------------------- | -------------------------------- | ----------------------------------- | ------------------------------------------------------------------ |
| 1975–1978             | Sezame, otevři se                | Kim                                 |                                                                    |
| 1994                  | Vražda v Beverly Hills           | Linda                               | TV film                                                            |
| 1995                  | Central Park West                | Deanne Landers                      | 3 díly                                                             |
| 1996                  | Zákon a pořádek                  | Wendy Karmel                        | díl: „Homesick“                                                    |
| 1997                  | Advokáti                         | Victoria Keenan                     | díl: „Reasonable Doubts“                                           |
| 1997                  | Soul Mates                       | Dr. Joanna Kincade                  | TV flm                                                             |
| 1997                  | Všichni starostovi muži          | Jeannie                             | díl: „My Life is a Soap Opera“                                     |
| 1998                  | Trinity                          | Clarissa McCallister                |                                                                    |
| 1999–2005             | Třetí hlídka                     | Kim Zambrano                        | hlavní role, 111 dílů                                              |
| 2002                  | Pohotovost                       | Kim Zambrano                        | díl: „Bratři a sestry“                                             |
| 2004                  | Advokáti                         | Samu sebe                           | díl: „Tit for Tat“                                                 |
| 2004–2007             | 24 hodin                         | Audrey Raines                       | hlavní role, 53 dílů                                               |
| 2005                  | Dotek hrůzy                      | Erica Rose a Heather Rose           | TV flm                                                             |
| 2006–2007             | Devět rukojmí                    | Kathryn Hale                        | hlavní role, 13 dílů                                               |
| 2008–2009             | Džungle rtěnek                   | Nico Reilly                         | hlavní role, 20 dílů                                               |
| 2009–2012, 2017–dosud | Chirurgové                       | Teddy Altman                        | hlavní role (6.–8. řada, 15. řada–dosud), vedlejší role (14. řada) |
| 2009                  | Inside the Box                   | Samantha Hathaway                   | TV flm                                                             |
| 2010                  | Pouto mlčení                     | Katy McIntosh                       | TV flm                                                             |
| 2012–2014             | Revoluce                         | Julia Neville                       | vedlejší role, 9 dílů                                              |
| 2012                  | The Secret Lives of Wives        | Michelle                            | TV flm                                                             |
| 2013                  | Námořní vyšetřovací služba L. A. | Speciální agentka Paris Summerskill | díl: „Red: Part 1 & 2“                                             |
| 2014                  | 24 hodin: Dnes neumíre           | Audrey Raines                       | hlavní role, 12 dílů                                               |
| 2015                  | Sběratelé kostí                  | agentka Grace Miller                | 2 díly                                                             |
| 2015                  | The Advocate                     | Frankie Reese                       | TV flm                                                             |
| 2016                  | Zoobiquity                       | Dr. Julia Fisher                    | neprodaný televizní pilotní díl                                    |
| 2017                  | APB                              | Lauren Fitch                        | 3 díly                                                             |
| 2017                  | Ray Donovan                      | Dr. Bergstein                       | 4 díly                                                             |
| 2018                  | Prezident v pořadí               | Andrea Frost                        | 6 dílů                                                             |
| 2019                  | Marvel Rising: Heart of Iron     | Kapitán Marvel (hlas)               | krátkometrážní televizní film                                      |
| 2020                  | Station 19                       | Dr. Teddy Altman                    |                                                                    |